# Гаугвиц, Фридрих Вильгельм фон
Фридрих Вильгельм фон Хаугвиц (нем. Friedrich Wilhelm von Haugwitz; 11 декабря 1702, Саксония — 11 ноября 1765, Габсбургская Моравия) — граф, государственный и политический деятель Австрийской империи. Министр и канцлер императрицы Священной Римской империи Марии Терезии. Один из ключевых советников в проведении реформ Марией Терезией.

## Биография
Представитель графского рода Хаугвицев. На протяжении ряда лет служил чиновником в Силезии. После её присоединения к Пруссии был глубоко впечатлён прусским способом управления государственным имуществом. Решил применить прогрессивный опыт Пруссии в этом вопросе. После первой Силезской войны выехал из Бреслау в Опаву, где стал первым президентом вновь реформированного Королевского Управления. Оттуда в 1743 по предложению Марии Терезии был приглашён заняться проведением реформ в государстве. Основные изменения в администрации, по её мнению, должны были состояться в сфере финансового и политического управления.
В 1747 возглавил управление Крайной и Каринтией. Хаугвиц пытался провести реформы по экономической централизации в Габсбургской империи.
По его приглашению из Вены прибыл эксперт, признанный немецкий авторитет в области политической экономии Иоганн Генрих Готлиб Юсти.
Экономические реформы Хаугвица дополнили военные.
После стабилизации экономики империи Мария Терезия поручила канцлеру графу Фридриху Вильгельму фон Хаугвицу увеличить армию и провести её модернизацию. Хаугвиц разработал комплексную систему мер для повышения боеспособности австрийской армии. Он увеличил численность профессиональной армии до 100 000 человек, систематизировал воинский устав и разработал новые стандарты обучения.

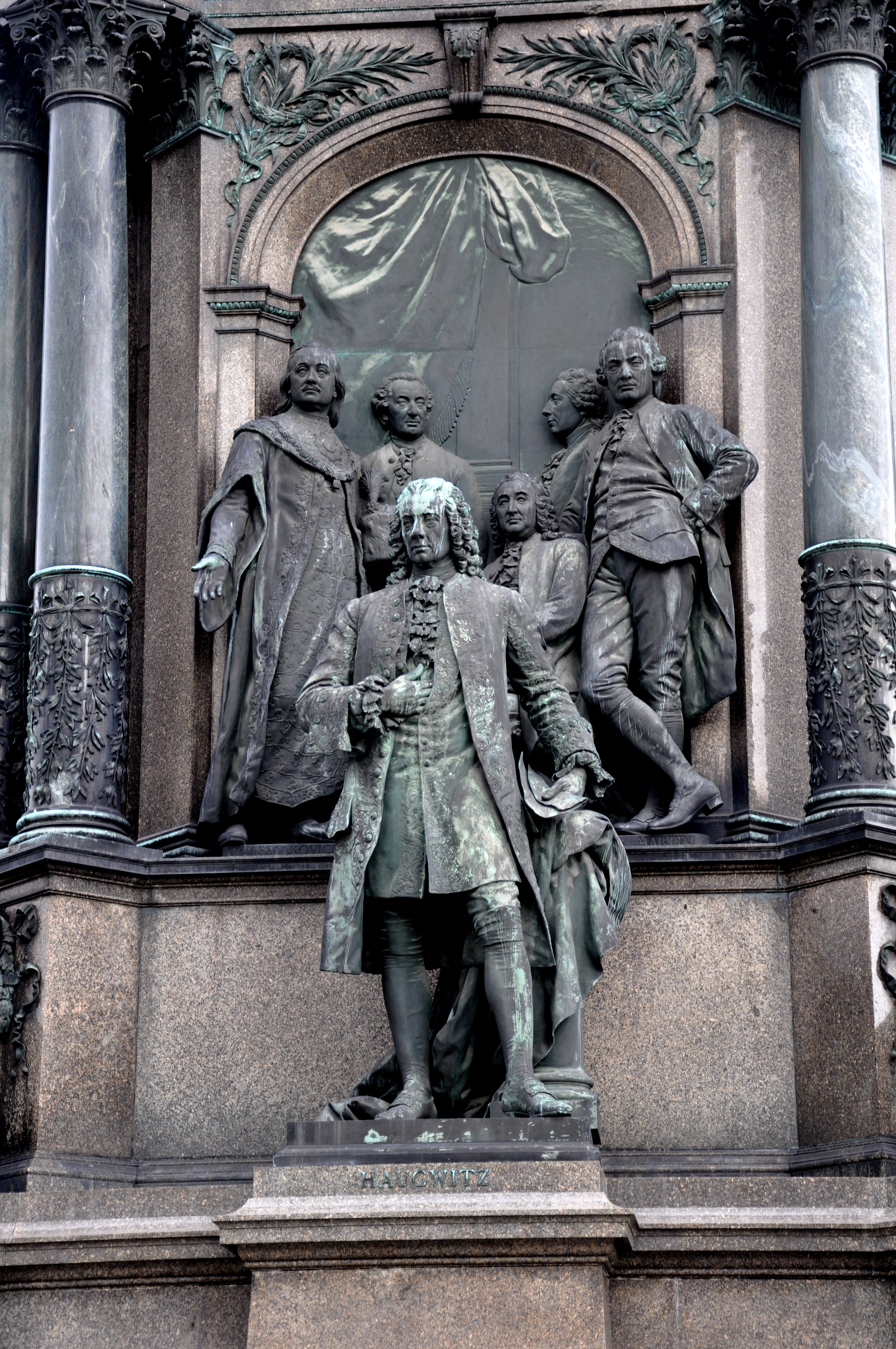
Фрагмент памятника Марии Терезии в Вене. Кабинет министров императрицы во главе с канцлером графом Фридрихом Вильгельмом фон Хаугвицем

По видимому, под влиянием советов Хаугвица императрица Мария Терезия основала в Вене Терезианум, элитную школу для воспитания образованных и лояльных чиновников и дипломатов.
Хаугвиц внимательно изучал сочинения видного немецкого экономиста, одного из представителей экономической доктрины камерализма Вильгельма фон Шрёдера. Следуя идеям камерализма, Хаугвиц провёл в государстве реформы административной структуры правительства — Directorium in publicis et cameralibus (Finanz und politische Verwaltung).
Несмотря на крупномасштабную природу и глубину реформ Хаугвица, их эффективность, как он того желал, была невелика. Попытки Хаугвица по преобразованию монархии от «феодальной аристократии» к «хорошо организованному деспотизму» были неполными.
Тем не менее, политика Хаугвица имела влияние на протяжении всего правления Марии Терезии, а затем в царствовании Иосифа II.